# Stichopathes filiformis
Stichopathes filiformis is een Antipathariasoort uit de familie van de Antipathidae. De wetenschappelijke naam van de soort is voor het eerst geldig gepubliceerd in 1868 door Gray.